# Bill Miller (giavellottista)
William Preston Miller, detto Bill (Lawnside, 22 febbraio 1930 – Apache Junction, 27 ottobre 2016), è stato un giavellottista statunitense, vincitore della medaglia d'argento ai Giochi olimpici di Helsinki 1952.

## Palmarès
| Anno | Manifestazione  | Sede     | Evento                 | Risultato | Prestazione | Note |
| ---- | --------------- | -------- | ---------------------- | --------- | ----------- | ---- |
| 1952 | Giochi olimpici | Helsinki | Lancio del giavellotto | Argento   | 72,46 m     |      |